# Août 1969

## Évènements
- 2 août : Richard Nixon entame sa visite en République socialiste de Roumanie : il est acclamé par 500 000 personnes.
- 3 août (Formule 1) : Grand Prix automobile d'Allemagne.
- 4 août (Guerre du Viêt Nam) : à Paris, dans l'appartement de l'intermédiaire français Jean Sainteny, Henry Kissinger, représentant les États-Unis et Xuan Thuy, représentant le Nord Viêt Nam, commencent des négociations secrètes pour la paix. Ces négociations finiront par échouer.
- 8 août :
  - Dévaluation du franc.
  - France :  par décision du Conseil des ministres, le samedi après-midi n’est plus travaillé à l’école primaire.
- 9 août : assassinat de Sharon Tate et de plusieurs de ses amis dans sa maison de Beverly Hills à Los Angeles. C'est le début de l'affaire Charles Manson.
- 13 août : nouveaux incidents entre l'Union Soviétique et la Chine dans le Xinjiang.
- 14 août : 
  - Au Cambodge, Lon Nol est nommé Premier ministre.
  - Les troupes britanniques se déploient en Irlande du Nord. Violence entre protestants et catholiques (pratiquement exclus de la vie politique) en Irlande du Nord. La multiplication des émeutes au cours de l’été amène Harold Wilson à envoyer des troupes pour assurer l’ordre public. La mesure galvanise le mouvement nationaliste, divisé entre modérés et extrémistes, autour de l’IRA provisoire (Provos).
- 15 - 18 août : l'immense Festival de Woodstock rassemble une centaine d'artistes et plusieurs centaines de milliers de hippies.
- 17 - 18 août : Ouragan Camille.
- 31 août : coup d’État militaire au Brésil.

## Naissances
- 1er août : Alain Damasio, écrivain français de science-fiction.
- 4 août : Max Cavalera, chanteur guitariste brésilien
- 9 août : Divine Brown, prostituée américaine.
- 12 août : Aliou Sall, homme politique sénégalais.
- 14 août : Tracy Caldwell, astronaute américaine.
- 16 août : 
  - Miguel Rodríguez, matador espagnol.
  - Naïma Ababsa, chanteuse algérienne († 18 avril 2021).
- 18 août : Edward Norton, acteur américain.
- 19 août : Matthew Perry, acteur américano-canadien († 28 octobre 2023).
- 29 août : Avril Haines, avocate américaine, Directrice du renseignement national des États-Unis d'Amérique depuis 2021.
- 30 août : 
  - Valérie Bénaïm, journaliste, animatrice de radio, animatrice de télévision, chroniqueuse et auteur française.
  - Laurent Delahousse, journaliste, animateur de radio, animateur de télévision, et réalisateur documentaire français.
  - Kari Lake, journaliste sportive américaine.

## Décès
- 5 août : Verdo Elmore, joueur de baseball américain.
- 7 août : Joseph Kosma, compositeur franco-hongrois.
- 9 août : Sharon Tate, actrice américaine assassinée.
- 31 août : Rocky Marciano, boxeur américain.